# ゲリラうどん通ごっこ軍団
ゲリラうどん通ごっこ軍団（ゲリラうどんつうごっこぐんだん）は讃岐うどんに関連した集団である。メンバーの一部が麺通団（めんつうだん）という讃岐うどん店を経営している。

## 概要
通称（略称）でもある『麺通団』の由来は、そのまま略して「ゲリ通」では汚いとのことから
。
代表（団長）は田尾和俊。元来は、団長・田尾が自らの編集する月刊誌『月刊タウン情報かがわ』（のち『TJ Kagawa』）に『ゲリラうどん通ごっこ』なるディープな讃岐うどん店を巡るコラムを執筆して掲載。（1988年12月に連載開始、2002年10月に終了）。
コラム連載にあたって執筆や取材のために、ホットカプセル社員および有志のうどん好きを集めてプロジェクトチームを結成。これが麺通団の前身となった。このコラムを単行本化したものが『恐るべきさぬきうどん』シリーズ（全5巻）である。
1993年、コラムを単行本化するにあたり、連載名よりプロジェクトチームを『ゲリラうどん通ごっこ軍団』と命名。略称を『麺通団』とする。
以来、麺通団名義でテレビなどのメディアに数多く顔を出すこととなった。
コラム連載終了後も冷凍うどんの監修や
うどん店のマネージメントにその力量を振るい2003年には東京・新宿に『讃岐うどん大使 東京麺通団』をオープンさせた。
2006年に上映された映画「UDON」では、団長が企画協力。また団長と大将、団員のA藤とM宅嬢、H谷川君、ごん等が映画に出演。加えて、映画のPRを兼ねたラジオ番組『麺通団のうどラヂ!』(FM香川)をスタート。番組は映画の公開と同時にいったん終了するが、同年10月から『続・麺通団のうどラヂ!』がスタートした。出演は団長の田尾に加え、麺通団員・ごん、H谷川君をレギュラーに、その他の麺通団員や、讃岐うどん店の店主らが出演。なお番組はポッドキャスティング配信を通じて、FM香川の聴取可能区域以外でもインターネットを通じて聴取可能である。
はなまるうどんが2015年より開始した「さぬきうどん未来遺産プロジェクト」には、田尾および団員2名がメンバーとして参加している。

## 主要メンバー
「さぬきうどん未来遺産プロジェクト」でフルネームを公表したメンバーについてはそれを補述している。
団長
- 田尾和俊 『月刊タウン情報かがわ』初代編集長。四国学院大学教授。

大将
- 盛の大将 TVチャンピオン内企画、「讃岐うどん王選手権」の初代チャンピオン。三豊市の讃岐ラーメン店『はまんど』のオーナー店長。

西讃支部長（マスター）
- パロットのマスター　観音寺市の居酒屋『パロット』のオーナー店長。現在は店を閉め、東京麺通団で働いている。通称パロマス。

団員
主にはホットカプセルの元社員と、団長である田尾の友人からなる。
- 知将A藤 [10]（映画「UDON」でトータス松本演じる鈴木庄介のモデル)
- ごん (ツッコミ隊長。煙幕を吐くゲロゲロバイクNS400Rに乗っていた。団長と麻雀をした際に名前を聞かれ「名無しのゴン兵衛で構いません」と言ったことがその後「ごん」と呼ばれるきっかけに)
- D々 (太っ腹)
- S原 (篠原楠雄[9]。あわて者、映画「UDON」で要潤演じる青木和哉のモデル)
- H谷川君 (長谷川知広[9]。切り込み隊長)
- 猿人J（元文化人・天野JACK。話上手、運転上手）
- M宅嬢（女王）

岡山支部長
- 石原正裕(I原D)　山陽放送社員（RSKラジオセンター・ディレクター）。元VOICE21ディレクター。

京都支部長
- 別P君　京都大学大学院生。公共交通機関を利用するうどん屋めぐりのエキスパート。

松山支部長
- F田君　二代目うどん王。

## 作品リスト
- 恐るべきさぬきうどんシリーズ
- 超麺通団 団長田尾和俊と12人の麺徒たち
- 超麺通団2 団長の事件簿　「うどんの人」の巻
- 超麺通団3 麺通団のさぬきうどんのめぐり方

## 讃岐うどん大使 麺通団店舗所在地

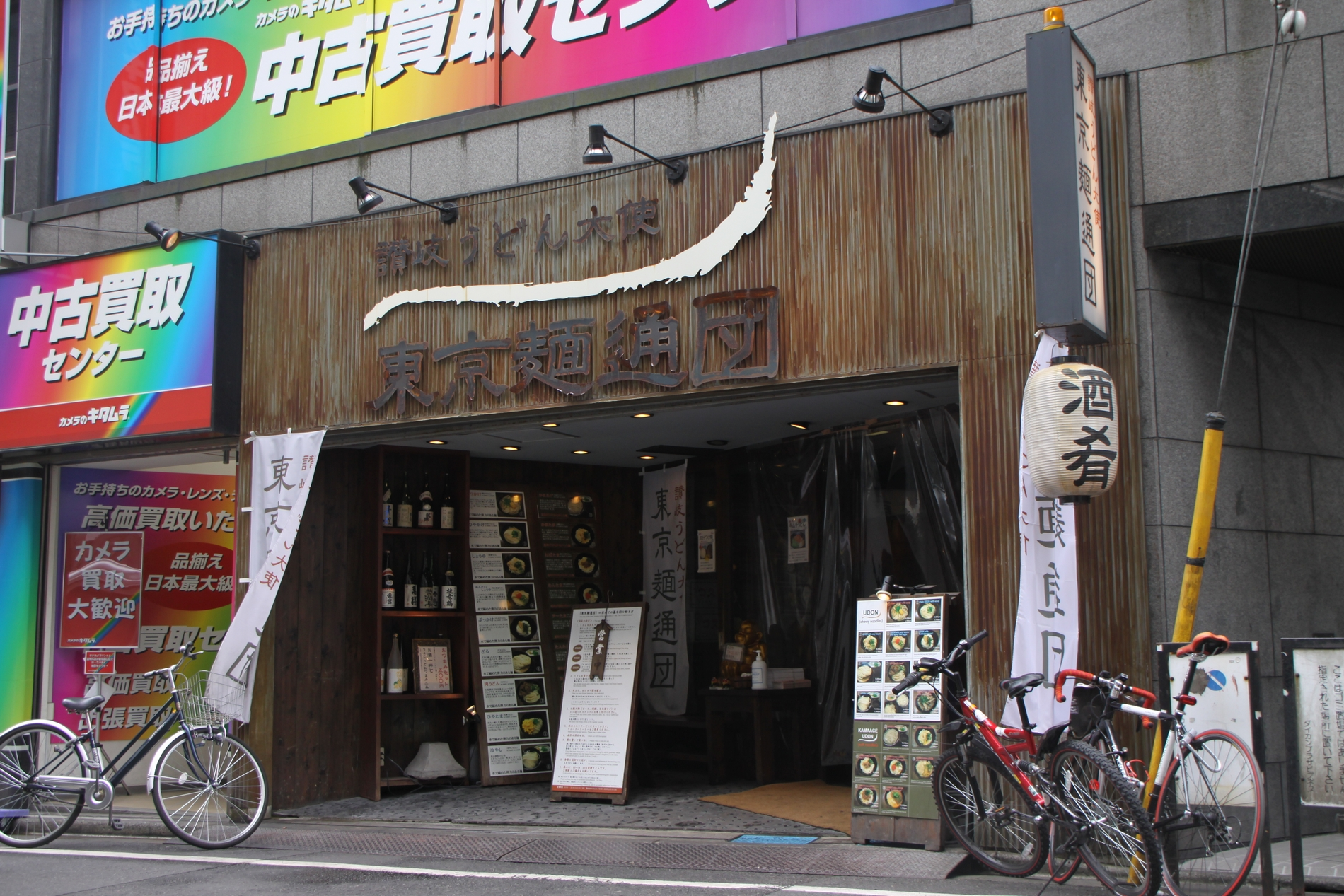
東京麺通団

直営店、FC店を併せて2店舗である。
- 東京麺通団 東京都新宿区（直営店）
- 水道橋麺通団 東京都文京区（FC店）

## かつてあった店舗
- 赤坂麺通団 東京都港区
- 吉祥寺麺通団 東京都武蔵野市[12]
- 名古屋八事（やごと）麺通団 愛知県名古屋市昭和区
- 名古屋麺通団 愛知県あま市（旧・海部郡美和町）
- 大阪麺通団 大阪府大阪市浪速区 なんばパークス・浪花麺だらけ内店舗
- 大名麺通団 福岡市中央区
- 福岡麺通団 福岡市中央区（2017年に讃岐うどん 雷鞭へ店名変更[13]）